# Trichoxys viridicollis
Trichoxys viridicollis là một loài bọ cánh cứng trong họ Cerambycidae.